# Soundtrack Live '96 - '06
Soundtrack '96 - '06 Live is het tweede livealbum van de Italiaanse singer-songwriter Elisa, uitgebracht in 2007.

## Achtergrondinformatie
Soundtrack '96 - '06 Live bevat live opnames van haar twee optredens in het Mediolanum Forum in Milaan op 26 januari en 24 april, tijdens haar tournee in 2007. Het album wordt ook samen met een dvd van een van haar concerten verkocht als speciale editie.

## Nummers
| Nr. | Titel                                              | Schrijver(s)                                                                             | Origineel album                                   | Duur |
| --- | -------------------------------------------------- | ---------------------------------------------------------------------------------------- | ------------------------------------------------- | ---- |
| 1.  | Stay (Live)                                        | Elisa Toffoli                                                                            | Soundtrack '96 - '06: Greatest Hits / Caterpillar | 4:33 |
| 2.  | Heaven Out of Hell (Live)                          | Toffoli • Corrado Rustici                                                                | Then Comes The Sun                                | 5:00 |
| 3.  | A Feast For Me (Live)                              | Toffoli • Catherine Marie Warner • Rustici                                               | Pipes & Flowers                                   | 5:53 |
| 4.  | Eppure sentire (un senso di te) (Live)             | Paolo Buonvino • Toffoli                                                                 | Soundtrack '96 - '06: Greatest Hits               | 3:45 |
| 5.  | The Waves (Live)                                   | Toffoli                                                                                  | Pearl Days                                        | 4:15 |
| 6.  | Una poesia anche per te (Live)                     | Toffoli                                                                                  | Pearl Days                                        | 6:05 |
| 7.  | Qualcosa che non c'è (Live)                        | Toffoli                                                                                  | Soundtrack '96 - '06: Greatest Hits               | 4:34 |
| 8.  | Rock Your Soul (Live)                              | Toffoli                                                                                  | Then Comes The Sun                                | 5:05 |
| 9.  | Luce (Tramonti a nord est) (Live)                  | Toffoli • Adelmo Fornaciari                                                              | Asile's World                                     | 4:24 |
| 10. | Almeno tu nell'universo (Mia Martini cover) (Live) | Bruno Lauzi • Maurizio Fabrizio                                                          | Soundtrack '96 - '06: Greatest Hits               | 5:18 |
| 11. | Together (Live)                                    | Toffoli                                                                                  | Pearl Days                                        | 4:16 |
| 12. | Rainbow (Live)                                     | Toffoli                                                                                  | Then Comes The Sun                                | 4:17 |
| 13. | Gli ostacoli del cuore (Live)                      | Luciano Ligabue                                                                          | Caterpillar                                       | 4:32 |
| 14. | Cure Me (Live)                                     | Toffoli • Andrea Rigonat • Andrea Fontana • Max Gelsi • Christian Rigano • Carlo Bonazza | Pipes & Flowers                                   | 3:54 |
| 15. | Labyrinth (Live)                                   | Toffoli • Warner                                                                         | Pipes & Flowers                                   | 5:36 |

## Hitlijsten
Het album piekte op #11 in de Italiaanse charts.